# CAM4
CAM4.com (prescurtat în mod obișnuit CAM4) este un site web de live streaming care prezintă show uri live webcam, filtrate după femei, bărbați, transgender sau cupluri care sunt de cele mai multe ori performer amatori. Transmisiile pe CAM4 prezintă adesea nuditate și activitate sexuală variind adesea de la striptease și dirty talk la masturbare cu sex toys.

## Concept
CAM4 este folosit în principal de către amatori performeri de webcam carora le place să difuzeze doar pentru distracție sau să câștige bani pentru show urile lor live pe site. Clienții site-ului pot achiziționa token virtuale, care pot fi folosite pentru a da tip performerilor sau pentru a viziona show-uri private. Clienții pot folosi live text chat pentru a vorbi între ei sau în chat ul fiecărui performer. Performerii folosesc un webcam și microfon pentru a transmite video și audio live în chat ul lor.
Performerii CAM4 pot fi instruiți de Nikki Night, un fost cam model și “ coach ul, lider al industriei porn camgirl” 
În mai 2016, CAM4 a colaborat cu VRtube.xxx pentru a lansa CAM4VR, o experiență de 360 ° 3D realitate virtuală live cam disponibilă pe platforma CAM4.  VRTube.xxx co-founder, Ela Darling spearheaded the initiative.  Site-ul lucrează cu Ela Darling pentru a distribui camere de realitate virtuală către modele 
Domnișoara Darling a fost ulterior urmată de celebra  actriță pentru adulți, Jelena Jenson, care s-a alăturat CAM4 în ianuarie 2017, ca manager de marketing pentru evenimente și ambasador de marcă.
CAM4 a plătit mai mult de 100 de milioane de dolari în comisioane pentru performeri, de la înființarea sa în 2007. 

## Parteneriate strategice
În februarie 2017, CAM4 a anunțat un parteneriat cu producătorul teledildonics, Kiiroo, lansând o caracteristică „live touch” care sincronizează vibrația jucăriei sexuale Kiiroo cu tokens urile primite în timpul unui show live de webcam. 

## Sponsorizări și filantropie
CAM4 este un membru diamant al Free Speech Coalition  și este sponsor principal al Association of Sites Advocating Child Protection (ASACP) din 2011.
În septembrie 2017, CAM4 a făcut echipă cu modelul și activistul american Amber Rose în sprijinul The Amber Rose SlutWalk, o organizație nonprofit advocacy organizație care lucrează pentru a pune capăt slut-shaming ului și a declanșa o conversație cu privire la împuternicirea femeilor și cu privier la drepturile LGBTQ 
CAM4 este sponsorul principal al New York AIDS Walk. 

## Campanii
În 2016, CAM4 a comandat un studiu global de cercetare de la firma de cercetare franceză  iFop, conceput pentru a înțelege mai bine obiceiurile feminine orgasm și diferențele dintre naționalitățile. 
Pentru a marca New York Fashion Week, CAM4 a realizat o colaborare cu designerul de bijuterii Chris Habana pentru a deschide un pop-up magazin în partea de est a orașului New York City. Magazinul este situat chiar după colț de un spațiu folosit anterior de Louis Vuitton. La deschiderea magazinului, modele high-profile și sexual icons precum François Sagat și Amanda Lepore au prezentat o nouă colecție de bijuterii . Colaborarea cu magazinul pop-up este deschisă din 5 septembrie 2019 până pe 30 septembrie 2019 și își propune să aducă o doză de sex positivity în săptămâna modei ref>Silver, Jocelyn (7 septembrie 2019). „Chris Habana x Cam4 Is Too Sexy For Instagram”. Paper Mag. Accesat în 10 septembrie 2019.</ref>

### Recunoașterea industriei
Premiul XBIZ pentru Live Cam Site of the Year a fost acordat site ului CAM4 în 2015.  In 2016, CAM4.com won an Adult Webcam Award for Best European Adult Webcam Website. Additionally, a CAM4 co-founder was inducted into the Adult Webcam Awards Hall of Fame.

## Premii și nominalizări
| Year | Result   | Award                             |
| ---- | -------- | --------------------------------- |
| 2015 | Câștigat | Adult Site of the Year - Live Cam |

## References
1. ↑  Meet The Vince Lombardi Of Cam Girls, Susannah Breslin, Forbes, August 18, 2015.
2. ↑  „What Is CAM4?”. cam4.com. Accesat în 17 martie 2015.
3. ↑  Fusion - Meet Nikki Night Arhivat în 11 ianuarie 2017, la Wayback Machine., "Fusion.com"
4. ↑  Maria, Cara Santa. „Meet Nikki Night, the porn industry's leading 'Camgirl Coach'”. Splinter (în engleză). Accesat în 3 septembrie 2019.
5. ↑  „Camming Together: The Virtues of the Virtual Girlfriend”. Observer (în engleză). 28 septembrie 2016. Accesat în 3 septembrie 2019.
6. ↑  AVN, Dan Miller. „CAM4 Launches Virtual Reality Venture With VRTube.xxx AVN”. AVN. Accesat în 3 septembrie 2019.
7. ↑  „VR's 'Porn Queen' Launches First Live Cam Shows on Cam4”. UploadVR (în engleză). 25 mai 2016. Accesat în 3 septembrie 2019.
8. ↑  Techradar - Porn and Virtual Reality, A Changing Industry, "Techradar. James Peckham and Michelle Fitzsimmons"
9. ↑  Jennings, Sophia (9 noiembrie 2017). „Meet Ela Darling: Porn Star, Activist, Tech Pioneer”. Rolling Stone (în engleză). Accesat în 3 septembrie 2019.
10. ↑  Alptraum, Lux (11 mai 2016). „Live Sex Shows Will Turn VR Porn into Hard Reality”. Vice (în engleză). Accesat în 3 septembrie 2019.
11. ↑  „CAM4 Taps Jelena Jensen as Event Marketing Manager, Brand Ambassador | AdultWebmasters.org”. www.adultwebmasters.org. Accesat în 3 septembrie 2019.
12. ↑  „Jensen Named Event Marketing Mgr., Brand Ambassador”. YNOT Europe (în engleză). 10 ianuarie 2017. Accesat în 3 septembrie 2019.
13. ↑  News, A. W. „CAM4 gives performers opportunity to earn money while they sleep | AW News” (în engleză). Arhivat din original la 4 septembrie 2019. Accesat în 4 septembrie 2019.
14. ↑  „CAM4, Kiiroo Partner for Live Touch”. XBIZ (în engleză). Accesat în 3 septembrie 2019.
15. ↑  „CAM4 Joins FSC as Diamond Member”. Free Speech Coalition (în engleză). 6 iulie 2017. Arhivat din original la 4 septembrie 2019. Accesat în 3 septembrie 2019.
16. ↑  „ASACP Honors Featured Sponsors for November”. XBIZ (în engleză). Accesat în 3 septembrie 2019.
17. ↑  AVN, Sharan Street. „CAM4 Announces Sponsorship of Amber Rose SlutWalk AVN”. AVN.
18. ↑  „Amber Rose Embraces Adult Webcam Platform, CAM4, as an Official Sponsor of the 2017 Amber Rose SlutWalk”. www.businesswire.com (în engleză). 28 septembrie 2017. Accesat în 4 septembrie 2019.
19. ↑  „Support AIDS Walk New York!”. ny.aidswalk.net. Arhivat din original la 4 septembrie 2019. Accesat în 4 septembrie 2019.
20. ↑  „CAM4 Sponsoring New York AIDS Walk”. XBIZ (în engleză). Accesat în 4 septembrie 2019.
21. ↑  West, Anthony (11 februarie 2016). „Come Again?! Orgasm survey results are in”.
22. ↑  „Come again? Where British Women Rank For Climaxes”. Loaded (în engleză). 10 februarie 2016. Accesat în 3 septembrie 2019.
23. ↑  Moran, Tracy. „French Women Are Having (Slightly) Worse Sex Than You”. OZY (în engleză). Arhivat din original la 4 septembrie 2019. Accesat în 4 septembrie 2019.
24. ↑  „These Are The Women Who Get Off Every Day”. Bustle (în engleză). Accesat în 4 septembrie 2019.
25. ↑  Rude, Hella (23 februarie 2016). „How Do British Women Orgasm? - Cam4 International Female Orgasm Survey”. Cara Sutra (în engleză). Arhivat din original la 4 septembrie 2019. Accesat în 4 septembrie 2019.
26. ↑  „Groundbreaking New York-Based Jewelry Designer Chris Habana Pushes Societal Boundaries Teaming Up With Adult Cam Site CAM4”. Fucking Young! (în engleză). 9 septembrie 2019. Accesat în 10 septembrie 2019.
27. 1 2  XBIZ Award Winners, "2015 Adult Site of the Year - Live Cam = CAM4.com"
28. ↑  Adult Webcam Awards Winners, "Best European Adult Webcam Site = CAM4.com"
29. ↑  Adult Webcam Awards Winners, "Adult Webcam Awards HALL OF FAME - BUSINESS = Richard CAM4"

## External links
- Site web oficial